# Imielin
Imielin este un oraș în Polonia.